# Асланян, Ашот Тигранович
Ашот Тигранович Асланян (арм. Աշոտ Ասլանյան, 7 февраля 1919, Иджеван — 17 марта 1989, Ереван) — советский хозяйственный, государственный и политический деятель, доктор геолого-минералогических наук, профессор, академик АН Армянской ССР. Заслуженный деятель науки, заслуженный геолог.

## Биография
Родился 7 февраля 1919 года в Иджеване в семье медицинского работника.
В 1941 году окончил геологический факультет Ереванского государственного университета.
Участник Великой Отечественной войны, в 1943 году был ранен и демобилизован.
С 1943 года научный сотрудник, заведующий отделом региональной геологии Института геологических наук АН Армянской ССР (1945—1954).
Главный инженер, затем начальник Управления геологии при Совете Министров Армянской ССР (1954—1965).
В 1965—1966 годах — ректор Ереванского политехнического института им. К. Маркса.
Министр высшего и среднего специального образования Армянской ССР (1966—1975).
Директор Института геологических наук АН Армянской ССР (1975—1988).
Избирался депутатом Верховного Совета Армянской ССР 7-го и 8-го созывов.
Академик АН Армянской ССР.

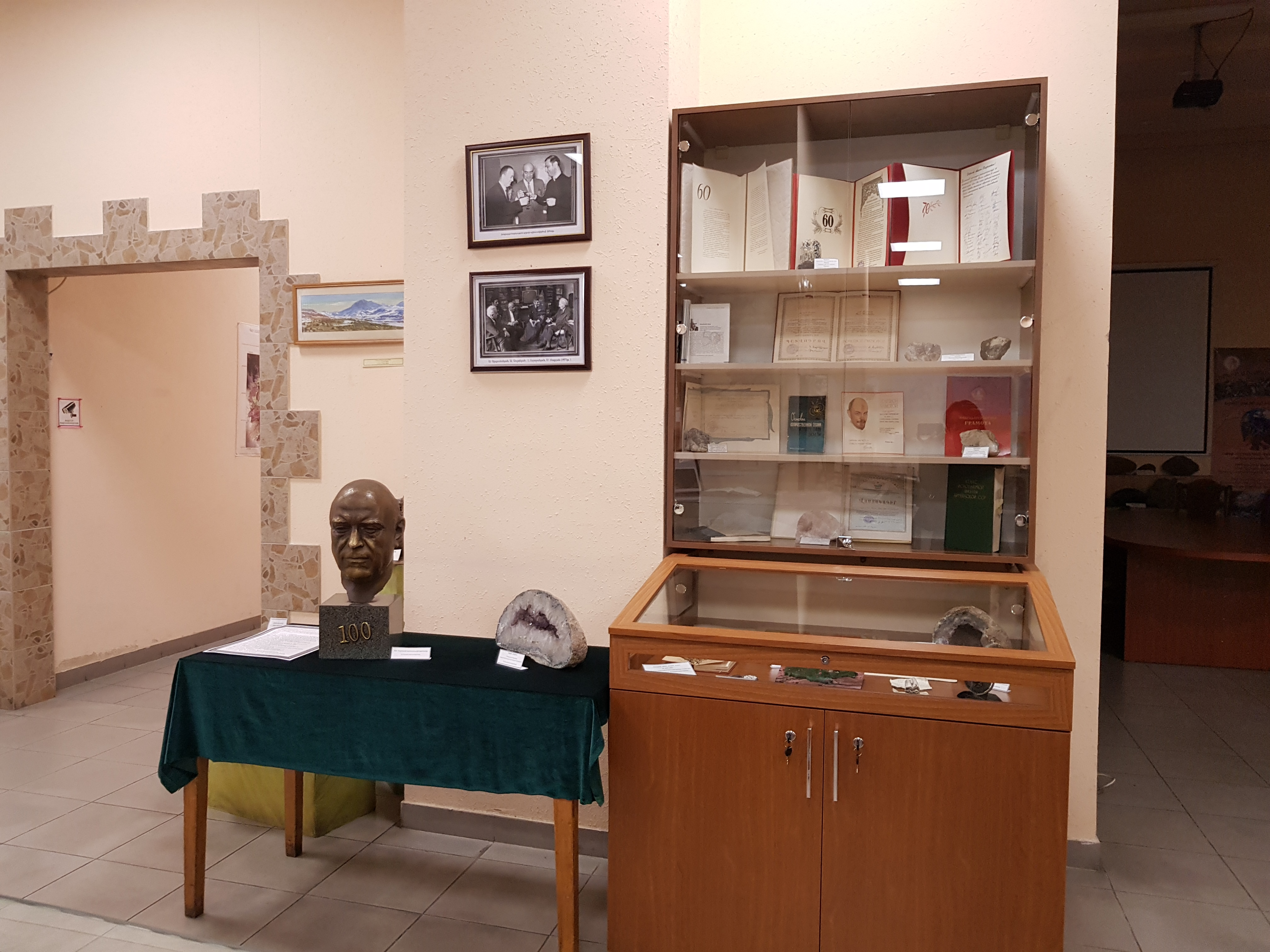
Выставка к 100-летию со дня рождения

Скончался 17 марта 1989 года в Ереване.

## Награды и премии
- Орден Трудового Красного Знамени (3)
- Орден Отечественной войны I степени и II степени.
- Орден Дружбы Народов
- Медаль Вернера — Геологического общества Германии
- Медаль Семёнова-Тяншанского — Географического общества СССР.

## Членство в организациях
- КПСС (1945).
- Академия наук Армянской ССР — член-корреспондент (1965), академик (1986).
- Армянское геологическое общество (1968)
- Международная ассоциация планетологии (1970) — вице-президент.